# 戎文佐
戎文佐（1925年—2003年），中国经济学家。浙江慈溪人，有子戎小春，著名微分几何学家。

## 生平
1925年7月，出生于浙江省宁波观海卫镇。在家乡及宁波城里完成了小学、中学的学业。
曾在上海钱庄里做过两年学徒，使他接触到了金融学的第一手资料，从此走上研究经济学之路。
1944年，年仅19岁，在上海《新闻日报》发表了《论银行远期本票问题》，为戎文佐首篇经济学研究文章。
1946年，在《宁波商报》头版发表了论文《论币制改革》。抗日战争时期，遭受日军轰炸，致使失去左臂。
1949年后，曾应聘到中央人民政府轻工业部工作，曾担任《中国轻工业》的编辑，记者和评论员。
文化大革命期间，担任中国社会科学院《经济研究》编辑。
改革开放后，为经济改革做了大量工作，提出了很多建议。并担任有中国社会科学院《经济学周报》总编辑，中国社会科学院研究生院客座教授，轻工业部学术委员会副主任委员和北京大学经济学院教授（兼职）。

## 著作
- 《轻工业与国家工业化》
- 《节约轻工业的原材料》
- 《新中国恢复时期的工业建设》（合著）
- 《中国经济结构研究》（合著）
- 《当代中国的轻工业》（合著）
- 《轻工业经济问题研究》
- 《所有制改革的理论与实践》
- 《中国轻工业行业管理综述》（主编）
- 《中国轻工业跨世纪发展战略》（主编）
- 《走适合国情的中国工业化道路》（论文集）
- 《从钱庄学徒到北大教授》（自传，2001年）